# Ostumán
Ostumán är en ort i Honduras.   Den ligger i departementet Departamento de Copán, i den västra delen av landet, 230 km väster om huvudstaden Tegucigalpa. Ostumán ligger 578 meter över havet och antalet invånare är 862.
Terrängen runt Ostumán är huvudsakligen kuperad. Ostumán ligger nere i en dal. Runt Ostumán är det ganska glesbefolkat, med 48 invånare per kvadratkilometer. Närmaste större samhälle är Copán, 1,8 km öster om Ostumán. Omgivningarna runt Ostumán är en mosaik av jordbruksmark och naturlig växtlighet.